# 재조선미육군사령부군정청 대검찰청
재조선미육군사령부군정청 대검찰청 혹은 남조선과도정부 대검찰청은 1946년 8월 10일에 설치된 한국의 검찰기관으로, 미군정청 대법원 산하에 있던 대법원 검사국을 청으로 승격시킨 것이다. 대한민국 정부 수립 후 대한민국 대검찰청의 전신이다. 1948년 8월 2일 대한민국 대검찰청 설치와 동시예 폐지되었다.

## 연혁
- 1945년 9월 12일: 미군정 대법원 산하 검사총장과 차석검사를 임명하여 검사 분야를 판사, 변호사 등과 별도로 운영하기 시작
- 1946년 8월 10일: 미군정 대법원에서 독립, 대검찰청 설치
- 1948년 8월 2일: 법무부의 소속기관으로 대검찰청을 설치[2], 미군정 대검찰청 폐지.

## 총장, 차장

### 미군정청 대검찰청 검찰총장
| 정부   | 대수 | 이름       | 임기                              | 비고 |
| ------ | ---- | ---------- | --------------------------------- | ---- |
| 미군정 | 초대 | 이인(李仁) | 1946년 8월 10일 ~ 1948년 8월 14일 |      |

### 차석검사
| 정부   | 대수 | 이름           | 임기                              | 비고 |
| ------ | ---- | -------------- | --------------------------------- | ---- |
| 미군정 | 초대 | 정문모(鄭文謨) | 1946년 8월 10일 ~ 1946년 8월 13일 |      |
| 미군정 | 2대  | 엄상섭(嚴祥燮) | 1946년 8월 13일 ~ 1948년 8월 24일 |      |

## 같이 보기
- 이인
- 미군정청
- 대한민국 검찰청
- 대한민국 검찰총장
- 대한민국 대검찰청